# Givira basiplaga
Givira basiplaga is een vlinder uit de familie van de Houtboorders (Cossidae). De wetenschappelijke naam van de soort is voor het eerst gepubliceerd in 1905 door William Schaus.
De soort komt voor in Guyana.